# Уаббасика (Арканзас)
Уаббасика (англ. Wabbaseka, Arkansas) — город, расположенный в округе Джефферсон (штат Арканзас, США) с населением в 323 человека по статистическим данным переписи 2000 года.

## География
По данным Бюро переписи населения США город Уаббасика имеет общую площадь в 1,04 квадратных километров, водных ресурсов в черте населённого пункта не имеется.
Уаббасика расположена на высоте 62 метра над уровнем моря.

## Демография
По данным переписи населения 2000 года в Уаббасике проживало 323 человека, 83 семьи, насчитывалось 132 домашних хозяйств и 150 жилых домов. Средняя плотность населения составляла около 323 человека на один квадратный километр. Расовый состав Уаббасики по данным переписи распределился следующим образом: 15,17 % белых, 84,21 % — чёрных или афроамериканцев, 0,62 % — представителей смешанных рас.
Из 132 домашних хозяйств в 25,0 % — воспитывали детей в возрасте до 18 лет, 44,7 % представляли собой совместно проживающие супружеские пары, в 17,4 % семей женщины проживали без мужей, 36,4 % не имели семей. 35,6 % от общего числа семей на момент переписи жили самостоятельно, при этом 15,9 % составили одинокие пожилые люди в возрасте 65 лет и старше. Средний размер домашнего хозяйства составил 2,45 человек, а средний размер семьи — 3,18 человек.
Население города по возрастному диапазону по данным переписи 2000 года распределилось следующим образом: 27,9 % — жители младше 18 лет, 7,1 % — между 18 и 24 годами, 22,3 % — от 25 до 44 лет, 21,1 % — от 45 до 64 лет и 21,7 % — в возрасте 65 лет и старше. Средний возраст жителей составил 38 лет. На каждые 100 женщин в Уаббасике приходилось 95,8 мужчин, при этом на каждые сто женщин 18 лет и старше приходилось 92,6 мужчин также старше 18 лет.
Средний доход на одно домашнее хозяйство в городе составил 14 792 доллара США, а средний доход на одну семью — 24 375 долларов. При этом мужчины имели средний доход в 16 250 долларов США в год против 28 750 долларов среднегодового дохода у женщин. Доход на душу населения в городе составил 10 902 доллара в год. 28,1 % от всего числа семей в округе и 30,7 % от всей численности населения находилось на момент переписи населения за чертой бедности, при этом 44,8 % из них были моложе 18 лет и 31,1 % — в возрасте 65 лет и старше.